# День изобретателя и рационализатора (Беларусь)
«День изобретателя и рационализатора» — профессиональный праздник изобретателей и рационализаторов, который отмечается в Республике Беларусь ежегодно, в последнюю субботу июня.
История этого праздника начинается в 1957 году в Союзе Советских Социалистических Республик, в который входила и Белорусская Советская Социалистическая Республика. Тогда, по предложению Академии наук, в СССР был введён праздник «День изобретателя и рационализатора», который отмечался 25 июня. В этот день в АН СССР отбирали лучшие рацпредложения, сделанные за прошедший год и награждали их авторов. Спустя двадцать два года, Указом Президиума Верховного Совета СССР от 24 января 1979 года этот праздник получил в Советском Союзе официальный статус и последняя суббота июня месяца была закреплена как «Всесоюзный день изобретателя и рационализатора».
В то время, являясь административными единицами СССР все Советские Социалистические Республики, включая БССР, отмечали «День изобретателя и рационализатора» вместе, но после перестройки и распада Советского Союза ситуация изменилась. Обретя независимость, некоторые постсоветские республики перенесли этот праздник на другой день, некоторые изменили его название, а некоторые и вовсе его упразднили. Однако, белорусская власть, посчитала эту традицию достойной продолжения и «День изобретателя и рационализатора» по прежнему отмечается в Беларуси в последнюю субботу июня, хотя и с меньшим размахом.[стиль]
24 июня 1996 года вышло Постановление кабинета министров Республики Беларусь № 417, «О МЕРАХ ПО РАЗВИТИЮ ИЗОБРЕТАТЕЛЬСКОЙ И РАЦИОНАЛИЗАТОРСКОЙ ДЕЯТЕЛЬНОСТИ В РЕСПУБЛИКЕ БЕЛАРУСЬ», который утвердил «Типовое положение о рационализаторской деятельности в Республике Беларусь», в котором и предлагалось ввести этот праздник. Этим-же постановлением были установлены почётные звания «Заслуженный изобретатель Республики Беларусь» и «Заслуженный рационализатор Республики Беларусь».
Также, в последнюю субботу июня, «День изобретателя и рационализатора» отмечают и в Российской Федерации.